# Rečna delta
Rečna delta je reliefna oblika, ki se ustvari z odlaganjem snovi, ki jih nosi reka kot tok, ko zapusti ustje in se začne počasneje premikati ali ko voda stoji. To se zgodi, ko se reka izlije v ocean, morje, ustje, jezero, umetno jezero ali (redkeje) v drugo reko, ki ne more odplaviti nanesenih usedlin.
Kljub ljudski legendi uporabe besede delta ni skoval Herodot. 

## Oblikovanje
Rečna delta nastane, ko reka, ki nosi usedline, doseže: 
- telo stoječe vode, kot so jezera, oceani ali umetna jezera,
- drugo reko, ki ne more dovolj hitro odstraniti nanosa in ustaviti nastanka delte, ali
- notranjo regijo, v kateri se voda razlije in naloži usedline.

Po obliki delte poznamo:
- prstasto delto, ki ima obliko iz dlani štrlečih prstov, ki jo ustvari prestavljajoči rečni tok;
- kljunasto delto, ki je rečna delta, pri kateri se zaradi manjše količine nanosov podaljšuje v obliki kljuna;
- trikotno delto, ki je delta izrazito trikotne oblike;
- lopatasto delto, ki je delta v obliki lopate;
- podolgovato delto, ki ima glede na širino razmeroma veliko dolžino;
- Salisburyjevo delto;
- Gilbertovo delto, ki je popolnoma razvita delta s spodnjimi, srednjimi in zgornjimi plastmi, ki jih sestavljata v glavnem prod in pesek;
- Hjülstromovo delto, zanjo je značilno zaporedje odloženih plasti s spodnjo manj, srednjo najbolj in zgornjo spet manj nagnjeno plastjo;
- notranjo delto,
- podmorsko delto, ki je nadaljevanje rečne delte pod morsko gladino, običajno na celinskem pobočju;
- kemsko delto, deltaste plasti v kemu (kem je ledeniški nasip v obliki kopastega griča ali nizkega uravnanega hrbta iz slabo sortiranega gradiva, ki ga voda odloži na robu talečega se ledenega pokrova).

Plimovanje prav tako ne sme biti premočno, saj bi usedline izpralo v vodno telo hitreje, kot jih nanese reka. Seveda mora reka prenašati dovolj usedlin daljše obdobje. Hitrost reke hitro pada, zaradi česar omogoča, da se odloži večina usedlin, če ne vse. Ta nanos gradi delto reke. Ko tok vstopi v stoječo vodo, ni več omejena na svojo strugo, zato se širi v širino. Ta razširitev toka ima za posledico zmanjšanje hitrosti toka, ki zmanjšuje njegovo sposobnost za prenos materiala. Material nato pade zunaj toka in se odloži. Sčasoma sama struga zgradi kline (kot je na primer oblika ptičje noge rečne delte Misisipija ali Urala), potiskajoč ustje v stoječo vodo. Ko tak klin napreduje, postane gradient struge nižji, ker je rečna struga daljša, vendar ima enako spremembo nadmorske višine (naklon).
Ko se naklon rečne struge zmanjša, postane nestabilen zaradi dveh razlogov. Najprej gravitacija omogoča pretok vode v najbolj neposredni smeri, seveda navzdol po pobočju. Če reka prebije svoje naravne brežine (tj. med poplavo), se razlije v novo smer, krajšo do oceana, s čimer dobimo trdnejši, strmejši naklon.  Če se njen nagib manjša, se manjša količina strižne napetosti na dnu, kar ima za posledico odlaganje materiala v koritu in dvig dna glede na poplavno ravnico. To omogoča reki lažje rušenje brežin in vrezovanje nove struge, ki vstopi v telo stoječe vode na strmejšem pobočju. Pogosteje kot to stori, več strug ostane opuščenih. Ko je več preklapljanj strug, zrela delta razvije omrežje rokavov.
Drug način nastanka takih omrežij je oblika odlaganja usedlin v ustju (peščine in/ali prodišča ob ustju reke). Ko se ta srednji kanal pri ustju reke zasuje, se pretok preusmeri okoli njega. To ima za posledico dodatne usedline nazaj oziroma navzgor od ustja in razdeli reko v dva rokava.Taka je delta Wax Lake v Louisiani.
V obeh primerih je sedimentacijski proces prerazporeditev odlaganja z območij z visokim odlaganjem na območja nizkega odlaganja. To ima za posledico glajenje tlorisa (map-view) oblike delte, ko se struge premikajo po površini in odlagajo usedline. Oblika teh delt se približuje obliki pahljače. Pogosteje kot tok spremeni smer, bolj se oblika približuje idealni pahljači. Delta reke Misisipi in Urala s svojimi ptičjimi nogami sta reki, ki ne spreminjata toka dovolj pogosto, da bi ustvarili simetrično obliko pahljače. Delte v obliki aluvialnega stožca pogosteje spreminjajo tok in se bolj približajo idealni obliki pahljače.

## Vrste
Delte so običajno razvrščene glede na glavni nadzor nad usedlinami, ki ga običajno opravljajo tok reke, valovi ali plima.  Nadzor zelo vpliva na obliko delte.

### Delta s prevladujočim valovanjem
Pri deltah, pri katerih prevladujejo valovi, erozijski val nadzoruje obliko delte ter veliko usedlin, ki izvirajo iz ustja reke, odloži vzdolž obale.

### Delta s prevladujočim plimovanjem
Erozija ima tudi pomemben nadzor v deltah, v katerih prevladuje plima, kot je delta Gangesa, ki deluje kot podmornica, s štrlečimi peščenimi naplavinami in grebeni. To ustvari "dendritične" strukture.  Plimske delte se obnašajo drugače kot tiste s prevladujočim valovanjem, ki imajo običajno nekaj glavnih odvodnikov. Ko valovi ali reka v kanalu potiska mulj navzgor, se zamaši in nov kanal oblikuje drugje. Pri plimski delti nastajajo novi odvodniki, ko je veliko vode, kot so poplave ali neurja. Te odvodnike mulj počasi zamaši s precej stalno hitrostjo, dokler se dokončno ne zaprejo.

### Gilbertova delta
Gilbertova delta (imenuje se po ameriškem geologu G. K. Gilbertu, 1843–1918) je posebna vrsta delte, nastala iz grobih usedlin v nasprotju z nežno nagnjenimi blatnimi deltami, kot je na primer delta Misisipija. Planinska reka na primer odlaga usedline v sladkovodno jezero in ustvarja take vrste delto.   Medtem ko nekateri avtorji imenujejo take jezerske in morske delte Gilbertova delta, drugi omenjajo, da je njihov nastanek bolj značilnost sladkovodnih jezer, ko se rečne vode lažje in hitreje mešajo z jezerskimi (v nasprotju z reko, ki teče v morje ali slano jezero, kjer manj gosta sveža voda odloži usedline na daljši vršaj).
G. K. Gilbert je prvi opisal to vrsto delte na jezeru Bonneville leta 1885.  Drugje se podobne strukture  pojavljajo na primer v ustjih več potokov, ki se izlivajo v jezero Okanagan v Britanski Kolumbiji in oblikujejo vidne polotoke v Naramati (49°35′30″N 119°35′30″W / 49.59167°N 119.59167°W), Summerlandu (49°34′23″N 119°37′45″W / 49.57306°N 119.62917°W) ali Peachlandu (49°47′00″N 119°42′45″W / 49.78333°N 119.71250°W).

### Estuarij
Druge reke, zlasti tiste na obalah z velikim plimovanjem, ne ustvarjajo delte, ampak se stekajo v morje v obliki estuarija, na primer ustji rek svetega Lovrenca in Taja.

### Notranja delta
V redkih primerih je delta v veliki dolini ali kotlini in se imenuje obrnjena rečna delta. Včasih se reka razdeli na več krakov v zaledju, za tem se ponovno združi in odteče do morja. Tako območje se imenuje notranja delta in se pogosto pojavlja na dnu nekdanjih jezer. Notranja delta Nigra in Peace-Athabasca sta taka  primera. Amazonka ima tudi notranjo delto pred otokom Marajó.
V nekaterih primerih reka teče v sušno območje v več kanalih, v katerih izhlapeva in se pomika v puščavo, na primer Okavangova delta v Bocvani.

## Delte in aluvialni stožci
Delte se razlikujejo od aluvialnih stožcev v tem, da imajo delte plitvo pobočje, vsebujejo fino zrnate usedline (pesek in blato) in se na splošno stekajo v vodno telo (razen notranjih delt). Aluvialni stožci pa so strmi, imajo redkejše usedline (vključno z balvani), prevladuje drobirski tok in velike poplave; te poplave so pogosto vodne ujme. Tečejo lahko na površini zemljišča ali v vodno telo. V slednjem primeru se imenujejo naplavljeni stožci ali pahljačaste delte.

## Primeri
Ganges/Brahmaputra je kombinirana delta, ki se razteza čez večino Bangladeša in se izliva v Bengalski zaliv, in je največja delta na svetu. Druge reke s pomembnimi deltami so: reka Nil, Fly, Kaveri, Niger, Tigris in Evfrat, Ren, Pad, Rona, delta Donave, Ebro, Volga, Lena, Ind, Iravadi, Mekong, Rumena reka, Jangce, Sacramento-San Joaquin ali Kalifornijska delta, Misisipi, Orinoko in Parana.
Delta reke St. Clair med kanadsko provinco Ontario in državo Michigan, ZDA, je največja delta, ki se prazni v telo sveže vode.

## Ekološke grožnje
Človekove dejavnosti, povezane z vodo in jezovi za hidroelektrarne ali ustvarjanje umetnih jezer, lahko radikalno spremenijo ekosisteme delte. Jezovi ustavljajo usedline, kar lahko povzroči spodkopavanje delte. Uporaba vode gorvodno lahko močno poveča raven slanosti zaradi manjšega dotoka sveže vode. Medtem ko so na skoraj vse delte delno vplivali ljudje, sta delti Nila in Kolorada med najskrajnejšimi primeri ekološkega opustošenja, ki sta ga povzročila zajezitev in preusmeritev vode.

## Delte v gospodarstvu
Starodavne delte so koristile gospodarstvu zaradi svojega dobro sortiranega peska in gramoza, ki se pogosto pridobivata iz teh starih delt ter se uporabljata za pripravo betona za ceste, stavbe, pešpoti in celo tlakovanje okolice. Več kot 1 milijardo ton peska in gramoza pridobijo samo v ZDA.  Ni ves pesek in gramoz iz nekdanjih delt, ampak tudi iz tistih, ki so že sortirale snovi z močjo vode.
Kot so v nižinah pogosto mestna območja, so v deltah obsežna industrijska in poslovna območja, pa tudi kmetijska zemljišča, njihova uporaba je  pogosto v nasprotju. V Fraserjevi delti v Britanski Kolumbiji v Kanadi so letališče Vancouver, terminal Roberts Bank Superport in industrijska cona Annacis Island ter mešanica poslovnih, stanovanjskih in kmetijskih zemljišč. Ker je Britanska Kolumbija na splošno zelo gorata, Agricultural Land Reserve skrbi za ohranitev kmetijskih zemljišč za pridobivanje hrane.

## Delte na Marsu
Raziskovalci so v Marsovskih jezerih odkrili številne delte. To dokazuje, da je imel Mars nekoč velike količine vode. Delte so bile najdene na širokem geografskem območju. Spodaj je nekaj slik, kot jih je posnel THEMIS. 
- Delta v četverokotniku Ismenius Lacus
- Delta v četverokotniku Lunae Palus
- Delta v četverokotniku Margaritifer Sinus
- Verjetna delta v kraterju Eberswalde, kot jo je posnel Mars Global Surveyor. Slika v četverokotniku Margaritifer Sinus